# 随想社
もしかして
- 随想舎

ではありませんか？